# One Financial Place
One Financial Place is een wolkenkrabber in Chicago, Verenigde Staten. De bouw van het kantoortoren, die staat aan 440 South LaSalle Street, begon in 1983 en werd in 1985 voltooid.

## Ontwerp
One Financial Place is 156,97 meter hoog en telt 39 verdiepingen. Het bevat 27 liften en heeft een totale oppervlakte van 94.968 vierkante meter. Onder het gebouw vindt men een ondergrondse parkeergarage van drie verdiepingen, die 325 parkeerplaatsen bevat.
Het gebouw heeft een gevel van graniet en bevat een plaza van 4.181 vierkante meter. Op de bovenste verdieping vindt men het Everest Room restaurant. De lobby van het gebouw is bekleed met Brescia marmer. Het gebouw is ontworpen door Skidmore, Owings and Merrill in postmodernistische stijl.